# Vignoble et vins de Gascogne
 (janvier 2020).
Si vous disposez d'ouvrages ou d'articles de référence ou si vous connaissez des sites web de qualité traitant du thème abordé ici, merci de compléter l'article en donnant les références utiles à sa vérifiabilité et en les liant à la section « Notes et références ».
Le vignoble de Gascogne, situé entre la Garonne et les Pyrénées, comprend une dizaine d'appellations AOC (appellation d'origine contrôlée) ainsi que plusieurs IGP (indication géographique protégée). On y produit un ensemble de vins rouges, de vins rosés, et de vins blancs secs ou moelleux, selon les appellations. Le vignoble comprend aussi l'aire de production de l'Armagnac, une eau-de-vie de vin, et du Floc de Gascogne, un vin de liqueur.
Plusieurs cépages sont typiques du vignoble de Gascogne, tel le tannat, caractéristique de plusieurs de ses vins rouges et qui procure des vins tanniques, ou des cépages tels que le petit manseng et le gros manseng pour les vins blancs.

## Situation
Le vignoble de Gascogne est un sous-ensemble géographique du Sud-Ouest de la France. Ses limites naturelles sont les Pyrénées au sud, le golfe de Gascogne (océan Atlantique) à l'ouest. 
Au nord-ouest, le vignoble de Bordeaux, distinct, couvre les terroirs de Gironde, dont des pays de tradition gasconne. 
En amont de la Gironde, la Garonne est la limite nord-est de la Gascogne linguistique, aire des parlers gascons, jusqu'aux environs du point de confluence de la Garonne avec l'Ariège au sud de Toulouse ; la limite gascon/languedocien reste ensuite plus proche du cours de l'Ariège, jusqu'aux abords des Pyrénées.

## Histoire

### Étymologie
Le terme Gascogne dérive de Vasconie. Le duché de Vasconie apparait au Haut Moyen Âge, après la fin de l'empire romain, sur les  terres de l'Aquitania décrite et conquise par Jules César.
Le gascon est une langue romane avec un substrat aquitain, forme ancienne du basque toujours présent près de l'océan Atlantique et des Pyrénées au sud-ouest de la Gascogne.

### Antiquité
Le commerce du vin par les Romains, dans les Gaules, pourrait y avoir précédé la viticulture, au début de notre ère. Néanmoins, des sources littéraires et des documents archéologiques indiquent la présence de viticulture en Aquitaine antique, au nord et au sud de la Garonne, sous l'Empire romain :  
D'une part, des auteurs antiques ont mentionné les cultures de vigne dans les Aquitaines dès le IVe siècle, et des plants de vigne dès le Ier siècle en région bordelaise sans doute.
D'autre part, en plus de vestiges possibles d'installations de vinification (pressoir, assez nombreux « bassins agricoles à cuvette de vidange »), un autre indice de production de vin a plusieurs fois été identifié par les fouilles archéologique : la production locale d'amphores vinaires. Cette production remonterait au Ier siècle, soit le Haut-Empire romain. 
Dans les terroirs d'Aquitaine méridionale entre Garonne, (Ariège) et Pyrénées, soit la future Gascogne, sont détaillés plus précisément les sites de Lestagnac à Saint-Mézard (dans le Gers), et de Moncrabeau, situé sur la Baïse, dans le Pays d'Albret (en Lot-et-Garonne).
Enfin, des rinceaux de vigne sont présents sur des mosaïques romanes ou gallo-romaines,.  

### Moyen Âge
La production locale de vin en Gascogne est attestée au Moyen Âge.
La viticulture en Gascogne (Vasconie au Haut Moyen Âge), qui trouve ses sources à l'époque de l’Empire romain, se développe ensuite. 
Les rites du christianisme, devenu la religion officielle de l'Empire romain au IVe siècle, puis la religion dominante, ont diffusé la consommation de vin chez les clercs et les laïcs riches. 
Le duché de Vasconie devient possession du duché d'Aquitaine au XIe siècle. Puis le mariage en 1152 d'Aliénor d'Aquitaine et du futur (en 1154) roi d'Angleterre Henri II Plantagenêt inaugurent trois siècles de Gascogne anglaise. Ils seront très favorables au commerce international par voie maritime des vins de Gascogne vers l'Europe du Nord, et particulièrement vers l'Angleterre.
Si la Gascogne n'a plus d'autonomie politique à partir du XIe siècle, les documents historiques indiquent le maintien en Gascogne de différences, culturelles et linguistique, avec les régions voisines pendant tout le Moyen Âge et jusqu'au XVIIIe siècle. Le Béarn, à l'origine vicomté du duché de Vasconie, obtint un statut particulier à partir de Gaston Fébus (1343-1391). 
Avant la période contemporaine, la proximité de transport fluvial ou maritime (et non la voie terrestre) a été nécessaire pour le commerce à longue distance du vin, et pour le développement de la viticulture. Les vins de Bourgogne ont bénéficié notamment de la Seine et ses affluents. 
Bordeaux est le grand port par lequel sont exportés les vins de Gascogne, qui transitent par la Garonne et ses principaux affluents. Au Moyen Âge, les termes vins gascons ou vins de Gascogne sont génériques et incluent le vignoble de Bordeaux moderne. Le trafic est limité en hiver, période des fortes tempêtes du golfe de Gascogne. En automne sont exportés les vins du Bordelais ou du bas pays (diocèse de Bordeaux). Au printemps suivant, principalement les vins du haut pays, provenant de villes situées en amont de Saint-Macaire (Gironde) sur la Garonne. 
Outre la consommation locale et l'exportation maritime, l'histoire du vignoble est liée au Pèlerinage de Saint-Jacques-de-Compostelle, de nombreux pèlerins prennent les Chemins de Compostelle en France qui traversent le Sud-Ouest et la Gascogne.

### Époque moderne
Le commerce avec les Pays-Bas via l'Adour et le port de Bayonne a favorisé, aux XVIIe et XVIIIe siècles, le développement de vignobles voisins du fleuve, en Gascogne et son piémont pyrénéen, ainsi que celui de la distillation (mentionnée en Gascogne dès le XIVe siècle) à l’origine de l'armagnac.
Une tradition durable dans les campagnes de Gascogne a été la goudale (mélange de soupe et de vin rouge) à la fin de la soupe.
Plus généralement, dans les pays d'oc et provinces méridionales  d'héritage latin (gallo-romain, ou plutôt aquitano-roman en Gascogne), le vin fait partie intégrante de la culture, aussi bien dans la viticulture et l'élaboration des vins qu’en cuisine gasconne.

## Géographie des vignobles

### Hydrographie
La géographie des vignobles reflète le réseau hydrographique : pour les bassins fluviaux Garonne et Dordogne, la Dordogne au nord de la Garonne, la Garonne en axe central, et ses affluents le Lot et le Tarn en rive droite, la Baïse en rive gauche. 
Plus au sud, les vins gascons du piémont pyrénéen des pays de l'Adour transitent par le port de Bayonne via le fleuve Adour et ses principaux affluents (gaves de Pau et d'Oloron).

### Sols et climats
Les terroirs du vignoble de Gascogne sont dominés par deux facteurs majeurs : d'une part, pour le climat, les influences océaniques ; d'autre part, pour les sols, les alluvions provenant de l'érosion des Pyrénées. 
L'ensemble du vignoble de Gascogne a un climat océanique (atlantique), avec des étés chauds et des hivers relativement doux. 
Les Pyrénées exercent aussi une influence dans leur piémont, avec un effet de foehn favorable aux vins blancs liquoreux (vendanges tardives). De même que le vent d'autan, venu de Méditerranée en passant par le seuil de Naurouze, sur la partie nord de la Gascogne.
Les principales rivières de Gascogne charrient les alluvions dus à l'érosion des Pyrénées. Dans la Gascogne occidentale elles font surtout partie du bassin hydrographique du fleuve Adour (pays de l'Adour, au sud-ouest de la Gascogne) ; dans la partie plus orientale ce sont des affluents de la Garonne (en rive gauche) ou en rive droite, avant le point de confluence avec l'Ariège.. 
L'érosion du Massif central qui alimente les rivières affluents de la Garonne en rive droite, en aval de Toulouse, s'ajoute surtout pour les autres terroirs vignobles du sud-ouest.

### Répartition géographique
Le vignoble de Gascogne est réparti dans le piémont pyrénéen occidental, qui comprend les Pays de l'Adour (au sud-ouest) et les bassins versants des affluents pyrénéens de la Garonne.
De la Garonne au nord, aux vallées pyrénéennes au sud (Pays basque excepté), et de l'océan Atlantique (golfe de Gascogne) à l'ouest jusqu'aux environs du méridien de Toulouse à l'est, s'étend aussi l'aire des parlers gascons.
Dans le piémont pyrénéen, les vignobles s'étendent sur les collines bordant la Nive, les gaves de Pau et d'Oloron, et l'Adour. 
Entre Adour et Garonne,  au centre de la Gascogne, se trouve le vignoble destiné à l'Armagnac (eau-de-vie) et au Floc de Gascogne. Dans le nord de la Gascogne, se trouvent certaines appellations proches de la Garonne.

## Appellations

### Gascogne garonnaise
Dans le nord de la Gascogne, côté rive gauche de la Garonne, se trouvent les appellations de :
- Buzet, autour de Buzet-sur-Baïse, proche du point de confluence de la Baïse avec le fleuve (rive gauche) : ce vignoble est situé à la fois en moyenne Garonne, et en Gascogne. Ses vins (rouge, rosé et blanc) sont classés AOC depuis 1973. Sols argilo-calcaires principalement.
- Brulhois, dans le Brulhois une région naturelle du nord de la Gascogne : ce terroir fait face à l'Agenais, situé en rive droite de la Garonne. Ses vins (rouge et rosé) sont classés AOC depuis 1984.

Ces deux appellations font partie des vins de la Moyenne Garonne qui incluent aussi : les Côtes-de-duras, les Côtes-du-marmandais et les vins de pays de l'Agenais.

### Armagnac
Au centre de la Gascogne, l'Armagnac (classé AOC depuis 1936) est une eau-de-vie de vin ; l'appellation couvre trois terroirs :
- Bas-Armagnac, sur une partie des Landes et du Gers. Sols acides et sableux.
- Armagnac-Ténarèze (ou Ténarèze), sur une (autre) partie du Gers et du Lot-et-Garonne. Sols  argilo-calcaires.
- Haut-Armagnac, sur une autre partie du Gers. Sols calcaires.

Le Floc de Gascogne (classé AOC depuis 1990), blanc ou rosé/rouge, est un vin de liqueur élaboré par mélange de moût de raisin et d'armagnac jeune, en proportion deux tiers de moût (jus de raisin) et un tiers d'armagnac. 
Le Floc de Gascogne est produit dans l'ensemble de l'appellation Armagnac (Bas-Armagnac, Ténarèze, Haut-Armagnac).
L'appellation d'origine Armagnac réserve l'origine de cette eau-de-vie de vin à la Gascogne (de même que celle de Cognac aux Charentes, au nord de la Gironde). Il en est de même pour les vins de liqueur d'appellation respective, Floc de Gascogne et Pineau des Charentes.
Produit aussi dans le Gers (Château de Monluc), le Pousse Rapière est un cocktail à base de liqueur d'armagnac et de Vin sauvage,  vin effervescent ; il se consomme en apéritif.

### Piémont pyrénéen
Autour de l'Adour, se trouvent les appellations :
- Tursan au sud de l'Adour (Landes et Gers). Ses vins (rouge, rosé et blanc) sont classés AOC depuis 2011[14]. Sols de molasse calcaire.
- Saint-Mont au sud-ouest du Gers. Ses vins (rouge, rosé et blanc) sont classés AOC depuis 2011[15]. Sols de marnes calcaires.
- Madiran, dans le Vic-Bilh, un pays de l'Adour principalement béarnais, mais aussi bigourdan et gersois, situé (côté rive gauche) sur les coteaux au-dessus du coude formé par l'Adour. Le madiran est un vin rouge classé AOC depuis 1948[16]. Sols variés (marneux, argilo-calcaires, sablo-argileux, boulbènes).
- Pacherenc du Vic-Bilh, dans la même aire que le Madiran. L'appellation pacherenc du Vic-Bilh produit un vin blanc moelleux classé AOC depuis 1948[16], et aussi un vin blanc sec.

L'histoire des vignobles gascons actuels Madiran et Saint-Mont, ancrée au Moyen Âge, a été retracée depuis la Renaissance. 
Piémont pyrénéen béarnais :
- Jurançon, situé entre le gave de Pau et le gave d'Oloron. Son vin blanc est classé AOC depuis 1936[18] (doux) et 1975 (sec). Sols argilo-calcaires et argilo-silicieux.
- Béarn, sur les terrasses du gave de Pau autour de Bellocq. Le Béarn rosé est aussi présent dans l'aire de Madiran, les Béarn rouge ou rosé dans l'aire de Jurançon. Comme l'aire de Madiran, l'appellation Béarn est ainsi située en partie dans deux départements français limitrophes (du Béarn historique) : le Gers et les Hautes-Pyrénées[19]. Ses vins (rouge, rosé et blanc) sont classés AOC depuis 1975, l'appellation Béarn-Bellocq est AOC depuis 1991.

Piémont pyrénéen basque :
- Irouléguy, en Basse-Navarre. Ses vins (rouge, rosé et blanc) sont classés AOC depuis 1970[20].

### Autres vignobles (IGP)
Le label "Indication Géographique Protégée" (IGP) a remplacé les vins de pays :
- Côtes-de-gascogne est une IGP produite sur presque le même territoire que l'Armagnac et le Floc de Gascogne.
- Coteaux-de-chalosse se situe en Chalosse (Landes), au sud de l'Adour.
- Le vignoble du Sables-de-l'océan (vin des sables) s'étend sur une frange littorale du département des Landes, entre Capbreton (au sud) et Lit-et-Mixe (au nord).
- Ariège, Bigorre, Gers, Landes sont des IGP départementales.

## Appellations, régions viticole et administratives
Plusieurs appellations chevauchent la limite entre les régions françaises administratives Nouvelle-Aquitaine et Occitanie :
- Brulhois (AOC), entre trois département : le Lot-et-Garonne, le Tarn-et-Garonne et une petite partie du Gers.
- Armagnac (AOC) et Floc de Gascogne (AOC), entre trois départements : Gers, Landes et Lot-et-Garonne. Plus précisément, le Gers partage avec les Landes l'appellation Bas-Armagnac, avec le Lot-et-Garonne l'appellation Ténarèze.
- Tursan (AOC) est lui-même présent de part et d'autre de la limite entre deux départements : Landes (à l'ouest) et Gers (à l'est).
- Madiran (AOC) et Pacherenc du Vic-Bilh (AOC), chevauchent trois départements : Pyrénées-Atlantiques, Hautes-Pyrénées et Gers. Madiran est une commune des Hautes-Pyrénées, mais la majorité des communes de l'appellation sont en Béarn (Pyrénées-Atlantiques).
- Béarn (AOC) est elle-même une appellation à cheval sur ces trois derniers département.

L'ancienne province de Gascogne (entre Garonne et Pyrénées, pour simplifier) représente un dénominateur commun à ces terroirs viticoles. Cette province est séparée entre deux régions actuelles du Sud-Ouest de la France :
Les départements Landes, Pyrénées-Atlantiques et Lot-et-Garonne sont en région Nouvelle-Aquitaine. Les départements Gers, Hautes-Pyrénées et Tarn-et-Garonne sont en région Occitanie.